# Theorie der freien Radikale
Die Theorie der freien Radikale, auch  Freie-Radikale-Theorie (engl. Free Radical Theory of Aging, FRTA) genannt, ist ein Erklärungsmodell für das Altern aller Organismen.

## Beschreibung
Die Theorie der freien Radikale baut darauf auf, dass infolge der Stoffwechselprozesse aus molekularem Sauerstoff in Zellen sogenannte freie Radikale entstehen. Diese kurzlebigen Molekülfragmente, wie beispielsweise das Hydroxyl-Radikal •OH, spielen bei einer Reihe von zellbiologischen Prozessen eine wichtige Rolle und sind durch verschiedene analytische Verfahren nachweisbar. Der US-amerikanische Biogerontologe Denham Harman stellte 1956 die These auf, dass diese freien Radikale die Ursache des Alterungsprozesses sind.
Mit ihrer Freisetzung schädigen die freien Radikale für die Funktion der Zelle wichtige Moleküle, wie die DNA, die RNA und eine Vielzahl von Proteinen und Lipiden. Dies führt, so die These, zu einer stetig wachsenden Ansammlung von geschädigten Zellkomponenten, was wiederum den komplexen Alterungsprozess bewirkt. Die Zellen selbst sind in der Lage, Substanzen zu produzieren, die freie Radikale unschädlich machen können, indem sie mit ihnen reagieren oder sie katalytisch zerlegen. Dazu zählen beispielsweise die Urate oder das Enzym Katalase. Auch über die Nahrung können Antioxidantien wie Ascorbinsäure, β-Carotin, Polyphenole oder Flavonoide aufgenommen werden, die in den Zellen mit den freien Radikalen reagieren können. Dennoch lassen sich beispielsweise im Harn Abbauprodukte nachweisen, die in der Folge der Schädigung der DNA oder von Lipiden entstehen.

## Rezeption
Zu Beginn wurde die Theorie der freien Radikale von vielen Gerontologen abgelehnt und teilweise als parawissenschaftlich betrachtet. In der Folgezeit konnten mit dieser Theorie aber einige wissenschaftliche Befunde erklärt werden. Sie dient auch als Erklärungsmodell für die Entstehung einer Reihe von Krankheiten wie Krebs, Arteriosklerose, Diabetes mellitus oder Alzheimer.
Geringere Nahrungsaufnahme bedeutet geringeren oxidativen Stress für die Zellen, was wiederum zu einer geringeren Menge freier Radikale und so zu weniger Schädigungen innerhalb der Zelle führt. Tatsächlich bewirkt eine Kalorienrestriktion in den verschiedensten Modellorganismen eine signifikante Erhöhung der Lebenserwartung. Die Supplementation von Antioxidantien führt bei einer Reihe von Spezies zu einer Erhöhung der durchschnittlichen Überlebenszeit, wenn diese Substanzen schon sehr frühzeitig verabreicht werden. Die maximale Lebensdauer konnte dagegen nicht erhöht werden.
Eine Reihe weiterer Experimente liefert widersprüchliche Ergebnisse zur Theorie der freien Radikale. So konnte die Arbeitsgruppe um den deutschen Internisten Michael Ristow zeigen, dass freie Radikale notwendig sind, um die Mitohormesis in Gang zu setzen, wodurch die Zelle eine erhöhte Abwehrkapazität gegen freie Radikale erzielt. Antioxidantien verhindern dagegen die Mitohormesis.
Aus der Theorie der freien Radikale heraus wurde die Theorie des Mitochondrialen Alterns entwickelt.
Das United States Department of Agriculture (USDA) stellte 2012 fest, dass es keinen Beweis der Theorie der freien Radikale gebe und die Messung der antioxidativen Wirkung keine Aussage über den Nutzen von Polyphenolen erlaubt.

## Weiterführende Literatur
- Ivor E. Dreosti: Trace Elements, Micronutrients and Free Radicals. Humana Press, Totowa, New Jersey 1991, ISBN 0-89603-188-8.
- M. Gilca u. a.: The oxidative hypothesis of senescence. In: J Postgrad Med 53, 2007, S. 207–213, PMID 17700000.
- K. B. Beckman, B. N. Ames: The free radical theory of aging matures. In: Physiol Rev 78, 1998, S. 547–581, PMID 9562038.
- B. N. Ames, M. K. Shigenaga: Oxidants are a major contributor to aging. In: Ann N Y Acad Sci 663, 1992, S. 85–96, PMID 1482105.
- Corsetti 2012: Redox state in professional cyclists following competitive sports activity. 2012.